# Langer Marsch 4

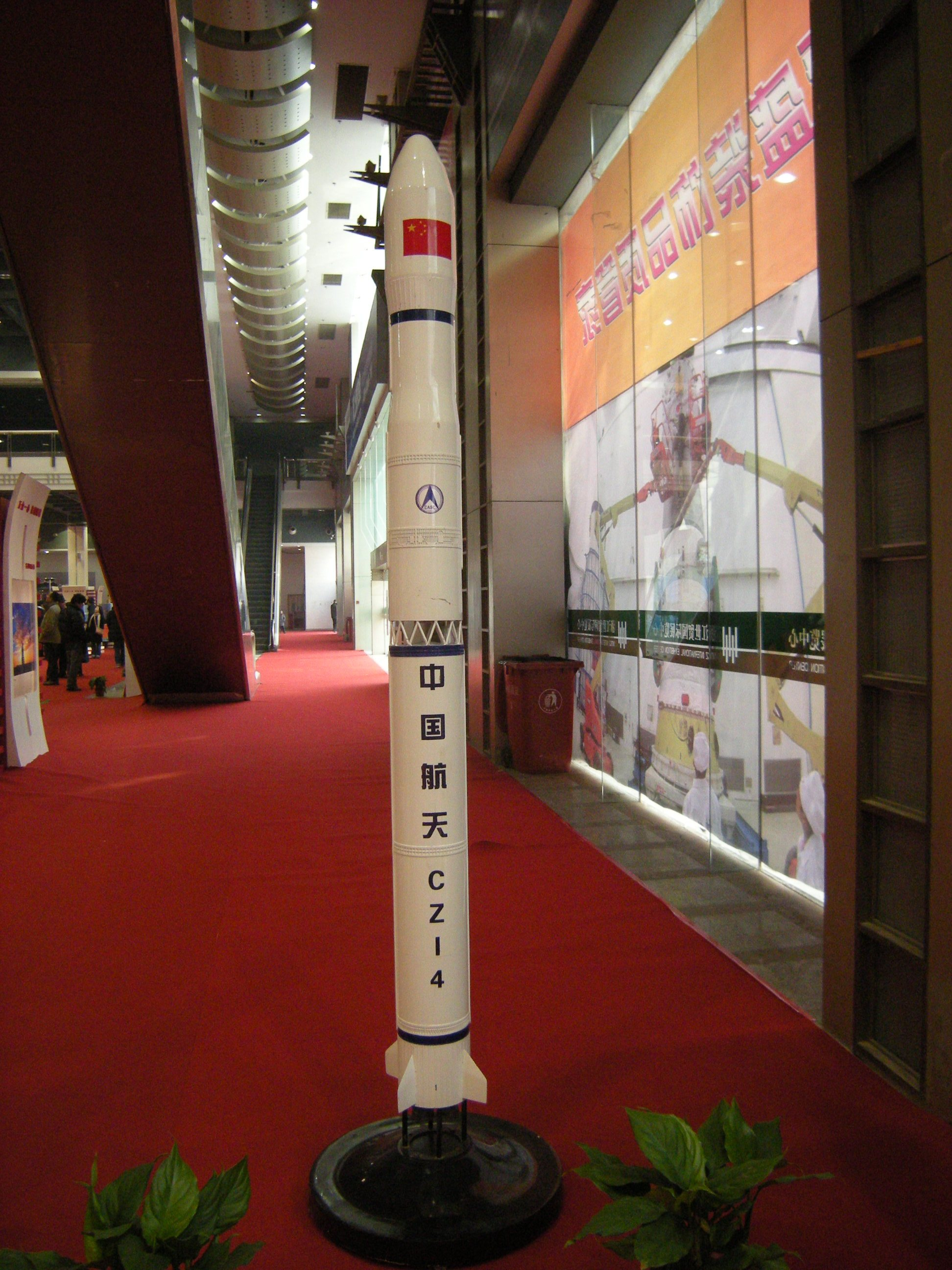
LM-4 / CZ-4-Raketenmodell, Hangzhou 2010

Langer Marsch 4, kurz LM-4 (chinesisch 長征四號 / 长征四号, Pinyin Chángzhēng sìhào, kurz CZ-4) bezeichnet eine von der Shanghaier Akademie für Raumfahrttechnologie (SAST), einem Unternehmensbereich der China Aerospace Science and Technology Corporation, hergestellte Serie von dreistufigen Trägerraketen, die auf der zweistufige Trägerrakete Fengbao 1 aus dem Jahr 1969 beruht. 

## Versionen
| 4A | 4B | 4C |
| -- | -- | -- |
|    |    |    |

### Langer Marsch 4A
Nachdem Mao Zedong am 31. März 1975 die Entwicklung eines geostationären Kommunikationssatelliten – später Dong Fang Hong 2 genannt – genehmigt hatte,
wurde dem damaligen Zweiten Büro für Maschinenbau und Elektrotechnik Shanghai 1978 der Auftrag erteilt,
auf der Basis seiner alten Fengbao 1 eine dreistufige Trägerrakete zu entwickeln, die besagten Satelliten in eine geostationäre Transferbahn tragen konnte. 1979 begann man mit der eigentlichen Entwicklungsarbeit, die jedoch im März 1982 gestoppt wurde, da sich das Anforderungsprofil geändert hatte. Nun sollte eine neue, „Langer Marsch 4A“ genannte Version der Rakete Chinas ersten, ebenfalls beim Zweiten Büro zu entwickelnden Wettersatelliten Fengyun 1A in eine sonnensynchrone Umlaufbahn befördern. Dies gelang beim Erstflug der Rakete am 6. September 1988.
Beim zweiten und letzten Start am 3. September 1990 wurde dann Feng Yun 1B gestartet. Danach wurde die Rakete durch die CZ-4B ersetzt.

### Langer Marsch 4B
Bei der CZ-4B kam eine weiterentwickelte Drittstufe und zwei unterschiedliche Nutzlastverkleidungen zum Einsatz. Diese hatten eine Länge von 4,91 Metern und 2,90 Meter Durchmesser beziehungsweise 8,48 Meter Länge und 3,35 Meter Durchmesser. Der Erstflug erfolgte am 10. Mai 1999 mit Feng Yun 1C und Shijian 5 an Bord.

### Langer Marsch 4C
Bei der CZ-4C kommt eine wiederzündbare Drittstufe, geänderte Stufenadapter und eine große Nutzlastverkleidung zum Einsatz. Ihr Erstflug erfolgte am 26. April 2006, wobei sie den SAR-Satelliten Yaogan Weixing 1 in eine sonnensynchrone Umlaufbahn brachte.
Wie die CZ-4B kann die CZ-4C eine Nutzlast von 3 t in eine sonnensynchrone Umlaufbahn von 700 km Höhe befördern.

## Technische Daten
Die Triebwerke aller drei Stufen verwenden den bei Raumtemperatur lagerfähigen Flüssigtreibstoff UDMH mit Distickstofftetroxid als Oxidator.
| Modell      | CZ-4A                            | CZ-4B                            | CZ-4C                            |
| ----------- | -------------------------------- | -------------------------------- | -------------------------------- |
| Stufen      | 3                                | 3                                | 3                                |
| Höhe        | 41,90 m                          | 45,80 m                          | 45,80 m                          |
| Durchmesser | 3,35 m                           | 3,35 m                           | 3,35 m                           |
| Startmasse  | 249 t                            | 253 t                            | 250 t                            |
| Startschub  | 2.960 kN                         | 2.962 kN                         | 2.962 kN                         |
| Nutzlast    | 4.680 kg LEO 1.100 kg GTO        | 4.800 kg LEO 3.000 kg SSO        | 4.200 kg LEO 3.000 kg SSO        |
|             | 1. Stufe                         |                                  |                                  |
| Typ         | SAST L 180                       | SAST L 180                       | SAST L 180                       |
| Höhe        | 24,66 m                          | 24,66 m                          | 24,66 m                          |
| Durchmesser | 3,35 m                           | 3,35 m                           | 3,35 m                           |
| Leermasse   | 9,5 t                            | 9,5 t                            | 9,5 t                            |
| Startmasse  | 192 t                            | 192 t                            | 192 t                            |
| Triebwerk   | ein YF-21B mit vier Brennkammern | ein YF-21B mit vier Brennkammern | ein YF-21B mit vier Brennkammern |
| Brenndauer  | 158 s                            | 158 s                            | 158 s                            |
|             | 2. Stufe                         |                                  |                                  |
| Typ         | SAST L 35                        | SAST L 35                        | SAST L 35                        |
| Höhe        | 7,51 m                           | 7,51 m                           | 7,51 m                           |
| Durchmesser | 3,35 m                           | 3,35 m                           | 3,35 m                           |
| Leermasse   | 4 t                              | 4 t                              | 4 t                              |
| Startmasse  | 39,55 t                          | 39,55 t                          | 39,55 t                          |
| Triebwerk   | ein YF-24B mit 831 kN Schub      | ein YF-24B mit 831 kN Schub      | ein YF-24B mit 831 kN Schub      |
| Brenndauer  | 131 s                            | 131 s                            | 131 s                            |
|             | 3. Stufe                         |                                  |                                  |
| Typ         | SAST CZ-4A-3                     | SAST CZ-4A-3                     | SAST CZ-4A-3                     |
| Höhe        | 4,82 m                           | 5,15 m                           | ?                                |
| Durchmesser | 2,9 m                            | 2,9 m                            | ?                                |
| Leermasse   | 1,0 t                            | 1,0 t                            | ?                                |
| Startmasse  | 15,15 t                          | 18 t                             | ?                                |
| Triebwerk   | zwei YF-40 mit 98,1 kN Schub     | zwei YF-40A mit 100,8 kN Schub   |                                  |
| Brenndauer  | 433 s                            | 500 s                            | ?                                |